# New Armouries

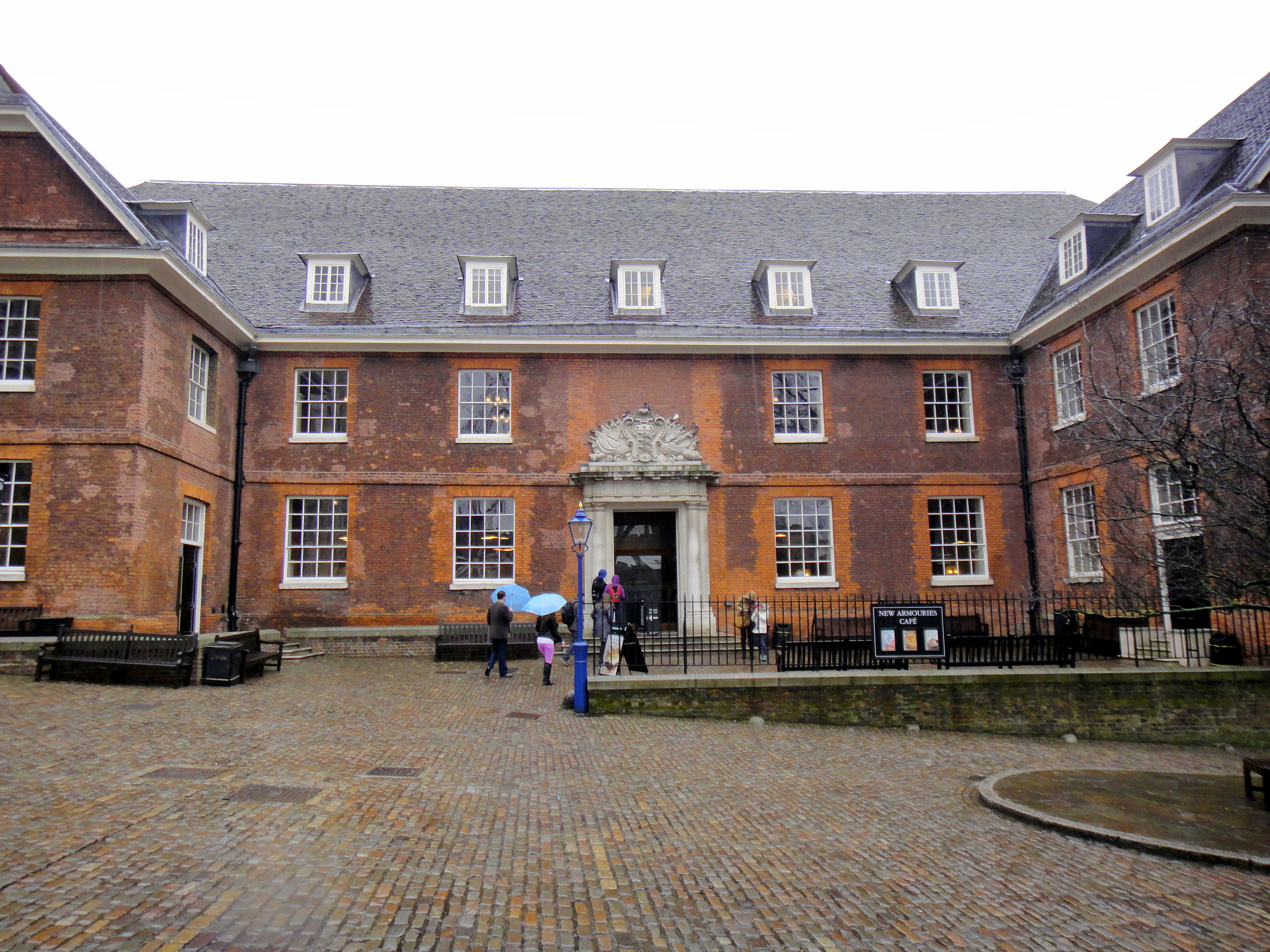
Ansicht von Westen

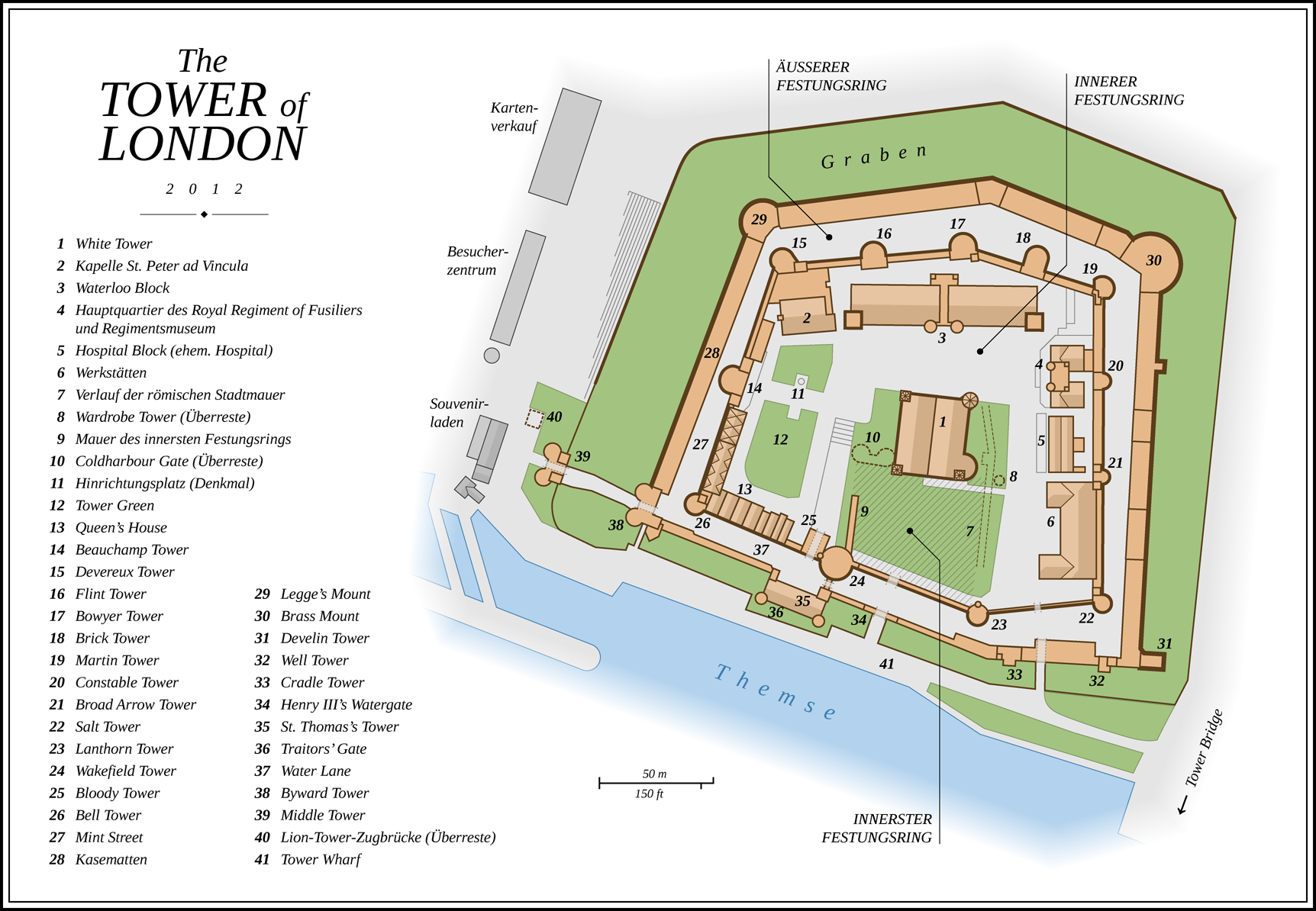
Lage der New Armouries (Nr. 6) auf dem Festungsgelände.

Die New Armouries, gebaut als New Storehouse, sind ein Gebäude in der Festungsanlage des Tower of London. Das Lagergebäude wurde 1663 bis 1664 durch das Board of Ordnance errichtet. Es handelt sich um das einzige noch erhaltene Lagergebäude des Boards im Tower und vermutlich das älteste erhaltene Board-of-Ordnance-Gebäude des Vereinigten Königreichs.
Das U-förmige Gebäude ist aus leuchtend rotem Backstein errichtet, hat zwei Stockwerke und einen doppelstöckigen Dachboden. Die Bauarbeiten fanden unter der Leitung des Zimmerers John Scott und des Maurers Thomas Norfolk statt. Der von Säulen getragene Eingangsbereich stammt aus den 1950er Jahren, als das Gebäude zu einem Museum umgebaut wurde. Außen im originalen Fachwerk ist ein Ziergiebel befestigt, der ursprünglich vom Grand Storehouse stammt. Der von John Young Jun. 1691 gefertigte Giebel zeigt das Wappen des Boards of Ordnance zusammen mit Flaggen und Waffen.
Drei Jahre nach Beginn der Stuart-Restauration begannen diese auch den Tower zu restaurieren und den Wünschen ihrer Zeit einzupassen. Erstes von diversen Bauprojekten war der Bau eines neuen Lagerhauses im Tower für Waffen und Vorräte. Die Vorarbeiten begannen im Juli 1663 mit der Anlage eines gepflasterten Wegs zum späteren Gebäude, und im Herbst 1664 zogen die Waffen aus dem White Tower in die New Armouries um.
Als Samuel Pepys das neu gebaute Lager im November 1664 zusammen mit dem König und anderen Würdenträgern besichtigte, bescheinigte er dem Tower mit dem neuen Gebäude einen „noblen Anblick.“ Die New Armouries waren nur eines von zahlreichen Lagergebäuden des Boards of Ordnance, die sich auf dem Festungsgelände befanden. Allerdings handelte es sich um das erste seiner Art und ist als einziges noch erhalten. Im 20. Jahrhundert stellten die Royal Armouries hier Teile ihrer Sammlung aus. Mit dem Umzug der Sammlung nach Leeds wurden die New Armouries 1996 wieder frei. Seit Ende der 1990er sind in ihm das Restaurant und Café des Towers sowie Konferenz- und Festsäle untergebracht, die von Externen gemietet werden können. Die Küchen dazu befinden sich in den Kasematten der Außenmauer.